# Gnathoncus rotundatus
Gnathoncus rotundatus é uma espécie de insetos coleópteros polífagos pertencente à família Histeridae.
A autoridade científica da espécie é Kugelann, tendo sido descrita no ano de 1792.
Trata-se de uma espécie presente no território português.